# أرديسا
بلدية أرديسا (بالإسبانية: Ardisa) هي بلدية تقع في مقاطعة سرقسطة التابعة لمنطقة أراغون شمال شرق إسبانيا.

## الديموغرافيا
بلغ عدد سكان بلدية أرديسا 85 نسمة عام 2011 (وفقاً للمعهد الوطني الإسباني للإحصاء).
| 85 | 76 | 79 | 82 | 91 | 80 | 85 |